# Pepino

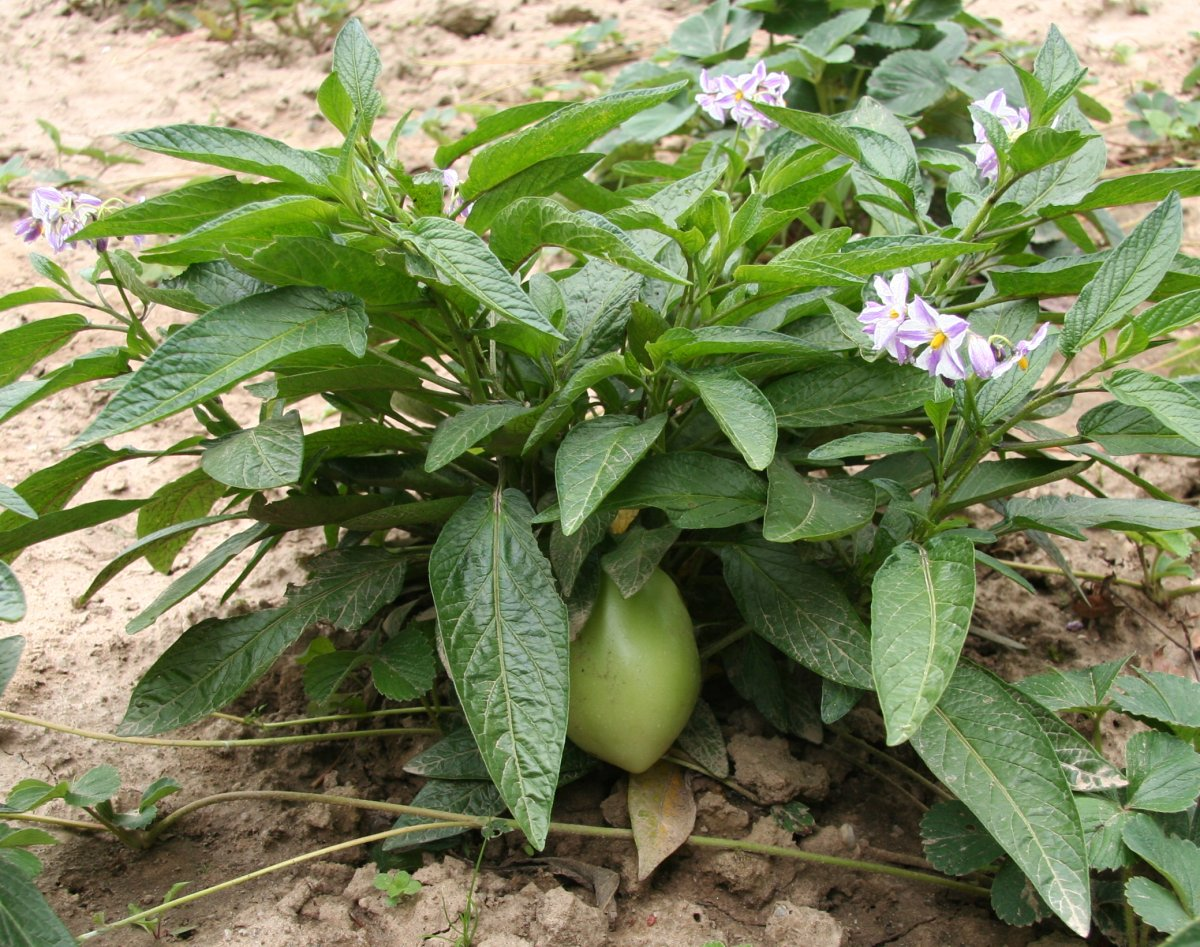
Habitus einer Pflanze mit Fruchtansatz

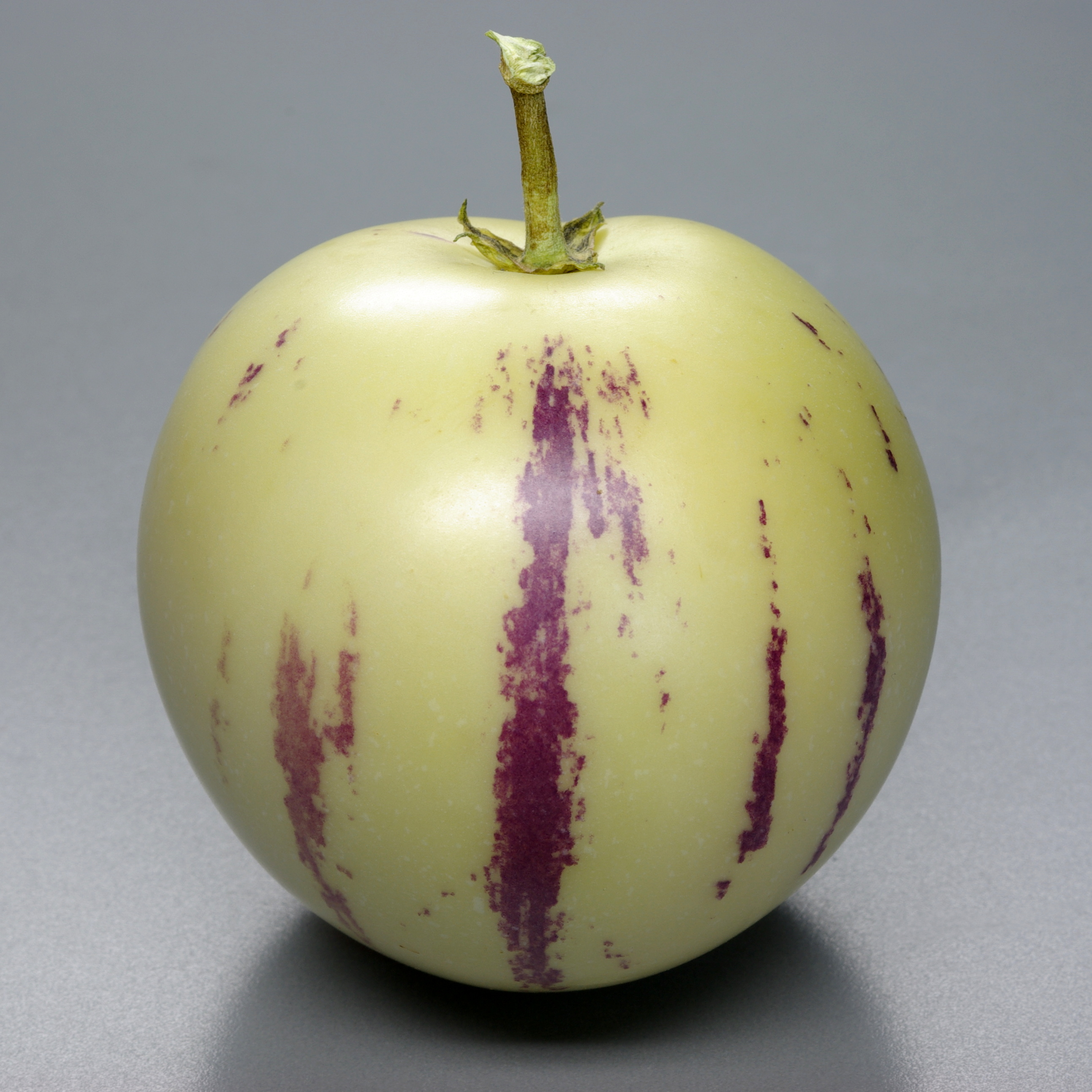
Pepinofrucht

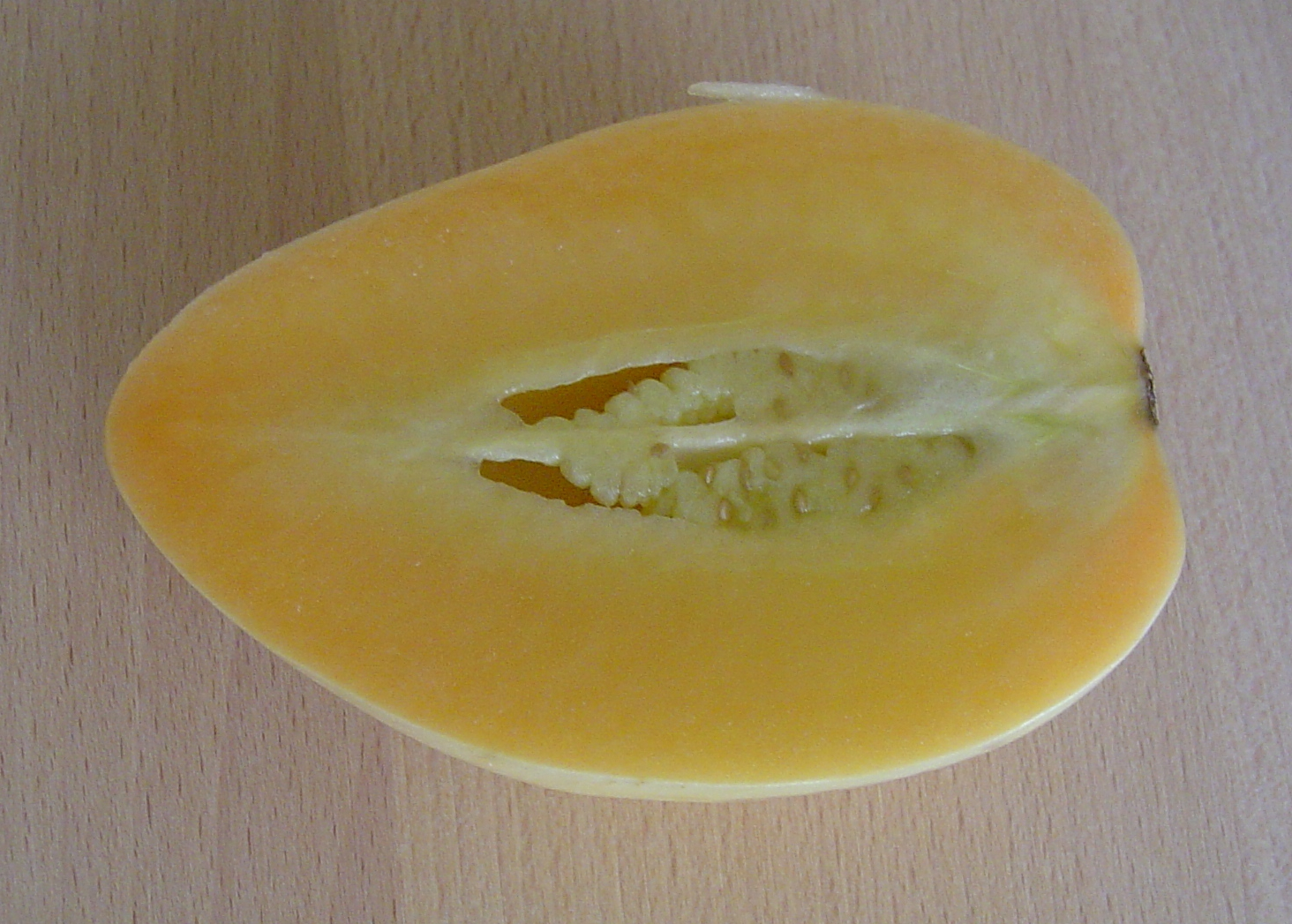
Pepinofrucht aufgeschnitten

Die Pepino oder auch Melonenbirne (Solanum muricatum, spanisch pepino dulce, pepino melón, pera melón, pepino de fruta, melón de árbol) ist eine Pflanzenart aus der Familie der Nachtschattengewächse (Solanaceae). Ihre ursprüngliche Heimat ist Südamerika. Sie wird heute in Kolumbien, Peru, Chile, Kalifornien, Florida, der Schweiz und Südspanien angebaut.

## Beschreibung
Die Pepino ist eine krautige, etwa 1,5 Meter hohe, stark verzweigende, einjährige oder ausdauernde krautige Pflanze oder ein Halbstrauch. Die Pflanze toleriert nur milde Fröste.
Die einfachen, ganzrandigen Laubblätter sind eiförmig bis eilanzettlich und rundspitzig oder spitz bis zugespitzt. Die langstieligen Blätter sind leicht behaart. Die Nervatur ist gefiedert und unterseits erhaben.
Die zwittrigen, gestielten Blüten sind fünfzählig mit doppelter Blütenhülle. Der kleine, grün-rötliche Kelch hat fünf lanzettliche Zipfel. Die trichterförmig verwachsenen Kronblätter mit bespitzten und ausladenden Lappen sind lila-weiß oder violett-rot gefärbt. Die Blütenfarbe ist außer von der Sorte auch von der Temperatur abhängig, ist bei über 27 °C weiß und geht bei tieferen Temperaturen von 10 bis 20 °C in bis sehr dunkle blau-violette Farben über. Die Staubblätter sind kürzer als die Kronblätter, die aneinandergepressten, länglichen Staubbeutel sind gelb und bilden eine Röhre, durch die der Griffel führt, die kopfige, grüne Narbe ragt leicht über die Staubbeutel hinaus. Der Fruchtknoten ist oberständig.
Die Befruchtung erfolgt durch Selbst- oder Fremdbestäubung. Entsprechend der Herkunft und Zuchtlinie bildet die Pflanze mehr oder weniger parthenokarpe Früchte aus. Botanisch gesehen ist die Fruchtform eine Beere mit ein bis zwei Kammern. Die meist eiförmigen bis ellipsoiden Früchte werden 10 bis 20 cm groß und 150 bis 400 g schwer. Ihre dünne, glatte Schale färbt sich bis zur Reife von grünlich bis gelblich mit violetten Streifen. Das Fruchtfleisch ist gelblich-orange bis goldgelb und sehr weich. Es enthält zwei Hohlräume mit wenigen Samen. Die Frucht benötigt für Blüte bis Reife etwa 80 bis 105 Tage.

## Herkunft und Geschichte
Die Herkunft der Pepino sind die Anden. Häufige archäologische Funde phytomorpher Keramiken der Moche und Huari-Kultur (600-1200 AD) in Peru belegen, dass die Frucht in präkolombinischen Zeiten von großer wirtschaftlicher Bedeutung gewesen sein muss. Eine Wildform der Art ist nicht bekannt. Es wird vermutet, dass Solanum caripense, Solanum tabanoense oder Solanum basendopogon Vorfahren der Pepinos darstellen. Verschiedene Untersuchungen auf molekularer Ebene zeigen, dass Solanum basendopogon entfernter verwandt ist als die beiden anderen Arten, was diese als wahrscheinlichere Kandidaten für direkte Vorfahren der Pepino erscheinen lässt. 85 % der untersuchten südamerikanischen Exemplare zeigten eine nähere Verwandtschaft zu Solanum caripense, während die restlichen Exemplare näher an Solanum tabanoense einzuordnen sind. Dies lässt entweder auf zwei unterschiedliche Ursprünge schließen oder auf eine Hybridisierung nach der eigentlichen Herkunft der Art. Weiterhin nahe verwandt mit Pepino sind Solanum perlongistylum und Solanum catilliflorum.
Außerhalb der Anden wurde die Pepino wahrscheinlich zuerst in Neuseeland und Australien kultiviert und von dort aus in die USA, Israel, Europa und nach Japan exportiert. 1785 wurde Pepino nach Frankreich gebracht, und 1882 wurde sie in Kalifornien in den USA als Kulturpflanze beworben.

## Nutzung

### Anbau und Ernte
Pepinos werden für den kommerziellen Anbau in den Andenländern ausschließlich vegetativ durch Stecklinge vermehrt, weil Sämlinge stark aufspalten, und die daraus hervorgehende heterogene Fruchtqualität unerwünscht ist. Stecklingsvermehrte Pflanzen haben den zusätzlichen Vorteil, gleichmäßiger in Wuchs und Fruchtform zu sein als samenvermehrte. Die Stecklinge können jederzeit geschnitten werden und sind nach 2 bis 3 Wochen gut angewurzelt. Stecklingsvermehrte Pflanzen bilden früher Blüten als aus Samen gezogene Pflanzen und fruchten daher auch früher. Die Pflanze kann zur Erzeugung neuer Sorten auch über Samen vermehrt werden. Diese Pflanzenart wird, hauptsächlich wegen ihres Zierwerts In Mitteleuropa für Haus und Garten meist im Topf gehandelt. Die Früchte enthalten meistens Samen, die aber auch kommerziell erhältlich sind.
Im Gegensatz zu vielen anderen Nutzpflanzen der tropischen Hochländer, die aufgrund ihrer Anpassung an den Kurztag Knollen oder Blüten in mittleren Breiten dort nur im Herbst bilden, ist die Pepino tageslängenneutral, d. h. sie blüht und fruchtet auch bei Tageslängen weit über 12 Stunden, was die Verbreitung der Pflanze außerhalb der Tropen erleichtert hat.
Am besten ist Boden mit einem pH-Wert von 6,5 bis 7,5. Er sollte humos und durchlässig sein. Dabei ist auf gute Drainage zu achten, da Pepino keine Staunässe verträgt. Pepino ist etwas empfindlicher als Tomaten gegenüber Bodenversalzung. Sie muss einmal pro Woche mit Flüssigdünger versorgt werden und ist gleichmäßig feucht zu halten. Auch Blattdünger, aufs Blatt gesprüht, sind möglich und können den Fruchtertrag steigern. Sie können jedoch die normale Düngung nicht ersetzen. Blattdüngung erhöht auch den Fruchtansatz. Die Früchte bleiben dann aber kleiner, weil bei gleichbleibenden Assimilaten mehr Früchte versorgt werden müssen. Im erwerbsmäßigen Anbau werden sie in Europa wie Gurken, Tomaten, Paprika oder Aubergine an Schnüren ein- bis dreitriebig aufgeleitet. Die in Holland bewährte Bestandsdichte beträgt 2 Pflanzen pro m². Versuche ergaben, dass bei Bestandsdichten von 2,5 Pflanzen pro m² im Sommerhalbjahr zweitriebige und im Winterhalbjahr eintriebige Aufleitung am besten ist. Die Temperaturen sollten nicht unter 10 °C und über 30 °C sein, weil sonst weniger Früchte gebildet werden. Etwa ab Eisheiligen, wenn die Nachttemperaturen nicht mehr unter 10 °C sinken, kann man die Pflanze im Haus- und Gartenbereich ins Freie an einen sonnigen bis halbschattigen Platz stellen oder als Ampel-Pflanze aufhängen. Der sichere Anbau mit dauerhaft gleichmäßigen Erträgen erfolgt am besten im Treibhaus. Übermäßige Düngung mit gleichzeitig niedriger Luftfeuchte und hohen Temperaturen führen zu geringerem Fruchtansatz. Im professionellen Anbau wird die Anzahl angesetzter Früchte durch Bestäubung mit Hummeln stark gefördert. Dann ist aber eine Fruchtausdünnung nötig, damit nicht zu viele und dann zu kleine Früchte entstehen. Auch Trillern der Blüten ist befruchtungsfördernd. Ertragssteigernd wirkt die Anreicherung der Gewächshausluft mit CO2 auf 700 bis 1000 ppm gegenüber 350 ppm Normalgehalt. Je nach Sorte und Witterungsverlauf verschiedener Jahre variiert der Ertrag. Es kann im erwerbsmäßigen Anbau im Treibhaus mit Erträgen von 12 bis 16 kg/m² gerechnet werden. Aus Freilandversuchen sind Erträge von 9 kg/m² bekannt. Wie die Tomate reagieren auch die Früchte von Pepino auf den Einsatz von Ethylen mit Reifebeschleunigung.
Nachdem die ersten blau-weißen Blüten erschienen sind, kann man blütenlose Triebe aus der Pflanze herausschneiden. Das Herausschneiden der Triebe fördert die Fruchtbildung und deren Größe. Man kann auch die kleinen Blättchen an den Blattansätzen herausbrechen, wie man es beim Entfernen der Nebentriebe von Tomatenpflanzen her kennt. Überwintert wird die Pflanze an einem hellen Ort bei ca. 15 °C; sie ist dabei mäßig feucht zu halten. Ist der Topf zu klein geworden, wird die Pepino im Frühjahr in einen größeren Topf umgetopft.

### Krankheiten und Schädlinge
Am häufigsten sind Alternaria spp., Kartoffelkäfer, Pflanzenläuse, Minierfliegen, Phytophthora infestans, Spinnmilben und Weiße Fliegen. Als Viren treten vor allem Tomatenbronzefleckenvirus und „Cachuma-Mosaikvirus“ auf.

## Verwendung

### Küche
Die Pepino schmeckt süß und erinnert an eine Mischung aus Melone und Birne, weshalb sie auch als Melonenbirne oder Birnenmelone bezeichnet wird. In den Ursprungsländern werden Pepinos ausschließlich in rohem Zustand und geschält gegessen. Die Frucht hat ein für Solanaceen typisches Aroma, was nicht allen behagt und die Akzeptanz der Frucht zu limitieren scheint. Vermutlich deshalb hat die Pepino nicht wie andere aus Südamerika stammende Nutzpflanzen, wie z. B. die Tomate, größere Bedeutung erlangt.

### Lagerung
Die Früchte können am besten bei 5 °C und hoher Luftfeuchte gelagert werden. So behalten sie am besten und längsten ihre Fruchtqualität. Temperaturen unter 5 °C können Kälteschäden verursachen. Die Früchte reifen auch dann noch nach, jedoch deutlich langsamer. Werden die Früchte bei 12 °C gelagert, sind sie unter optimalen Bedingungen drei Wochen lagerfähig. Reif geerntete Früchte eignen sich am besten für inländischen Verbrauch und Vermarktung.

### Inhaltsstoffe
Die Früchte von Pepino enthalten je 100 g Frischgewicht im Durchschnitt 35 mg Vitamin C, 5–9 g Gesamtzucker, und 0,14 % Fruchtsäuren. Der Gesamtzucker setzt sich aus Saccharose, Glucose und Fructose zusammen, wobei Saccharose ca. 50 % ausmacht. Der Gehalt an Vitamin C ist höher als in den meisten Früchten, Zitrusfrüchte eingeschlossen. Die Gehalte der Inhaltsstoffe steigen mit zunehmender Reife. Der Frucht werden auch antikanzerogene Eigenschaften zugesprochen.